# Valentina Kopylova
Valentina Vladimirova Kopylova (Russisch: Валентина Владимировна Копылова; geboortenaam: Ракевич; Rakevitsj) (Moskou, 28 februari 1923 - Moskou, 1997) was een basketbalspeler en coach van het nationale damesteam van de Sovjet-Unie. Ze werd Meester in de sport van de Sovjet-Unie in 1950 ook kreeg ze het Ereteken van de Sovjet-Unie.

## Carrière
Kopylova speelde voor Lokomotiv Moskou, MAI Moskou en RSFSR Moskou en won het landskampioenschap van de Sovjet-Unie in 1946, 1947, 1951, 1954, 1955 en 1956. Ze won met MAI Moskou ook de USSR Cup in 1952. Als speler voor het nationale team van de Sovjet-Unie won ze goud op de Europese kampioenschappen in 1950, 1952, 1954 en 1956. Ook won ze zilver op het wereldkampioenschap in 1957.

## Privé
Kopylova is de oudere zus van oud basketbalspeelster Lidia Aleksejeva die ook uitkwam voor het nationale damesteam van de Sovjet-Unie.

## Erelijst (speler)
- Landskampioen Sovjet-Unie: 6
  - Winnaar: 1946, 1947, 1951, 1954, 1955, 1956
  - Tweede: 1945, 1948, 1952, 1953
- Bekerwinnaar Sovjet-Unie: 1
  - Winnaar: 1952
  - Runner-up: 1950
- Spartakiad van de Volkeren van de USSR: 1
  - Winnaar: 1956
- Wereldkampioenschap:
  - Zilver: 1957
- Europees Kampioenschap: 4
  - Goud: 1950, 1952, 1954, 1956